# Manuela Frésil
Manuela Frésil est une scénariste et réalisatrice française de films documentaires.

## Biographie
Manuela Frésil est philosophe de formation. Dans les années 1990, Manuela Frésil est scénariste de fictions et de documentaires. À partir de 1992, elle réalise ses propres documentaires. Dans le film Notre campagne en 2000, elle aborde la question de la vie paysanne en 2000. En 2003, elle documente avec Si loin des bêtes, l'élevage industriel qui s'éloigne de la vie des animaux et de celles de leurs éleveurs. En 2008, elle écrit le scénario du projet Abattoir dans lequel elle enquête sur les conditions de travail dans les grands abattoirs industriels d'Europe. Le scénario est mis en scène au théâtre par Anne Théron à Poitiers. En  2011, ce projet prend la forme d'un documentaire Entrée du personnel, qui sort en 2013. Elle questionne le rapport à la mort chez les ouvriers et ouvrières des abattoirs.   
En 2018, pour réaliser Le Bon Grain et l'Ivraie, elle suit avec une caméra et un micro, des enfants de familles qui vivent à la rue en attente de régularisation, à Annecy.            

## Scénarios
- Seconde Épouse, 1992
- Traverser le jardin, 1993
- La Femme de mon mari, 1994

## Réalisations
- Notre campagne, 45 min, 1999
- Pour de vrai, 52 min, Arte, 2003
- Si loin des bêtes, 57 min, 2003
- Les Nuits de la préfecture, 20 min, 2010
- Entrée du personnel, 59 min, 2013
- L'argent ne fait pas le bonheur des pauvres, 60 min, 2017
- Le Bon Grain et l'Ivraie, 94 min, 2018

## Prix et distinctions
- Grand Prix de la Compétition Française du Festival international de cinéma de Marseille, 2011[6]
- Prix spécial du public, festival Filmer le travail, Poitiers, 2012
- Mention spéciale du jury, Crossing Europe Festival de Linz, Autriche
- Prix du meilleur moyen-métrage, Cinémambiente, Turin, Italie, 2012